# Millepora tenera
Millepora tenera är en nässeldjursart som beskrevs av Hilbrand Boschma 1949. Millepora tenera ingår i släktet Millepora och familjen Milleporidae. IUCN kategoriserar arten globalt som livskraftig. Inga underarter finns listade i Catalogue of Life.